# Wojciech Jan Kanty Biegaczewicz
Wojciech Jan Kanty Biegaczewicz (ur. ok. 1711, zm. 6 marca 1767 w Krakowie) – filozof i teolog, w latach 1763-1765 rektor Akademii Krakowskiej.

## Życiorys
Studiował w Akademii Krakowskiej gdzie w 1731 uzyskał doktorat, a następnie był profesorem retoryki i filozofii. W latach 1749–1750 pełnił funkcję dziekana Wydziału Nauk Wyzwolonych. W 1750 kapituła kolegiaty św. Anny w Krakowie, której był kanonikiem i dziekanem, powierzyła mu urząd historiografa Akademii. W 1751 został profesorem Wydziału Teologicznego. Był postulatorem w procesie kanonizacyjnym Jana Kantego. Od 1752 do 1767 był proboszczem w kościele w Zielonkach. Ogłosił 24 prace o charakterze teologiczno - filozoficznym i historycznym z których do ważniejszych należą Sidus musis amicum Joannes Cantius (wyd. 1737), Ascensus gentilitiorum (Kraków 1749), Quaestio theologica de beatitudine (wyd. 1762)